# Passiflora sprucei
Passiflora sprucei là một loài thực vật thuộc họ Passifloraceae. Loài này có ở Ecuador và có thể cả Peru.